# Savanicus ultimus
Savanicus ultimus är en insektsart som beskrevs av Dlabola 1987. Savanicus ultimus ingår i släktet Savanicus och familjen dvärgstritar. Inga underarter finns listade i Catalogue of Life.